# Clarion Hotel Draken

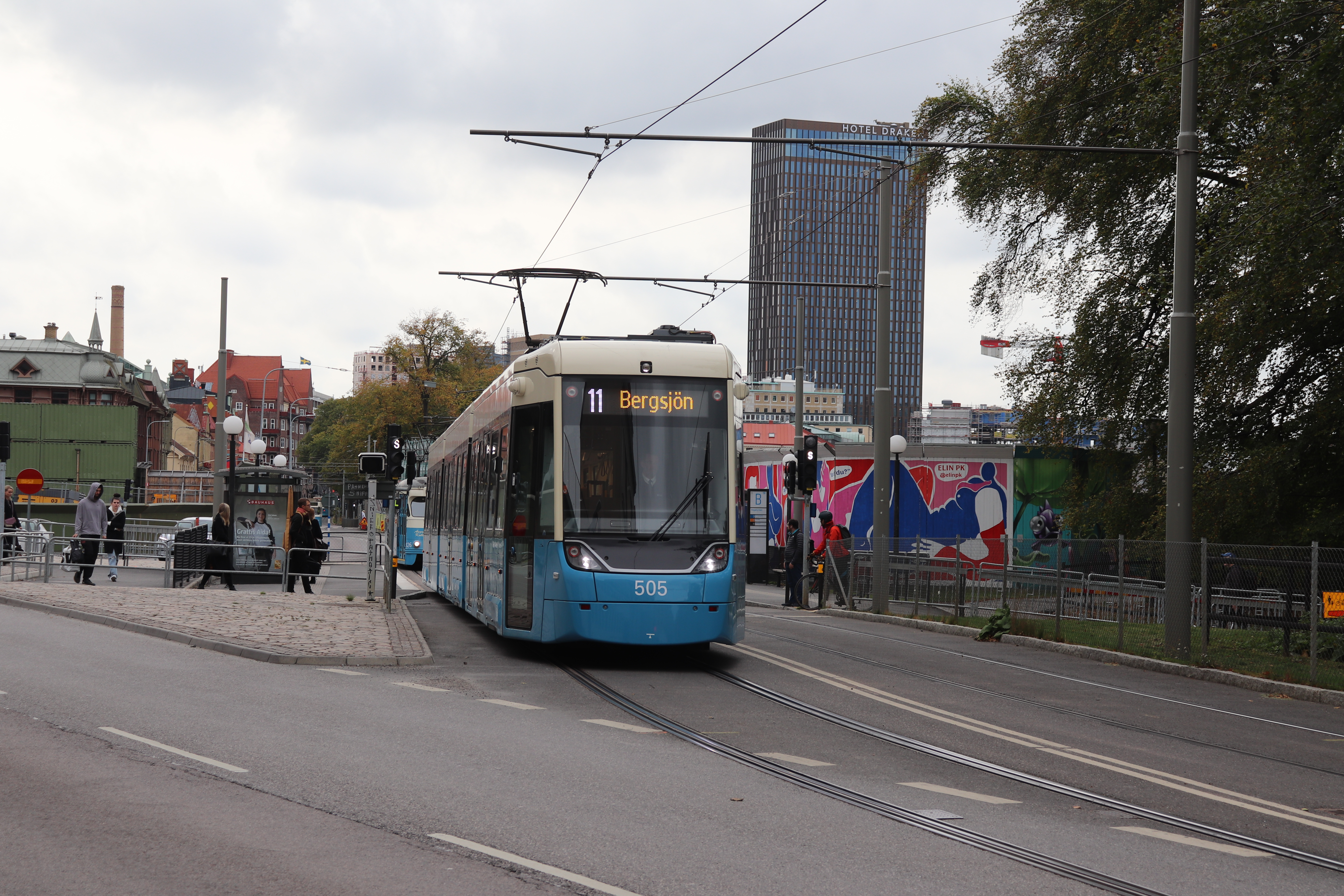
Hotell Draken

Clarion Hotel Draken är ett hotell som öppnade 1 oktober 2023 vid Järntorget i Göteborg. Det har tillkommit genom ett nära samarbete mellan Fastighets AB Balder, hotellkedjan Strawberry och Folkets hus. Byggnationen påbörjades under september 2019.

## Arkitektur
Det 34 våningar och 104 meter höga landmärket är en av de högsta hotellbyggnaderna i Göteborg samt rymmer omkring 470 hotellrum, flera restauranger och konferenslokaler samt ett spa. Högst upp finns en restaurang och skybar med utsikt över staden och hamninloppet. Den redan befintliga byggnaden där biografen Draken huserar har kompletteras med en huskropp.
Projektet är en del av detaljplanen för Masthuggskajen, som utvecklas till ett område med puls där gammalt möter nytt. Bostäder, butiker, restauranger, kontor och lokaler för olika typer av verksamheter byggs i området för att binda samman Järntorget, Långgatorna och hamnen i ett kulturellt nav.

## Bilder

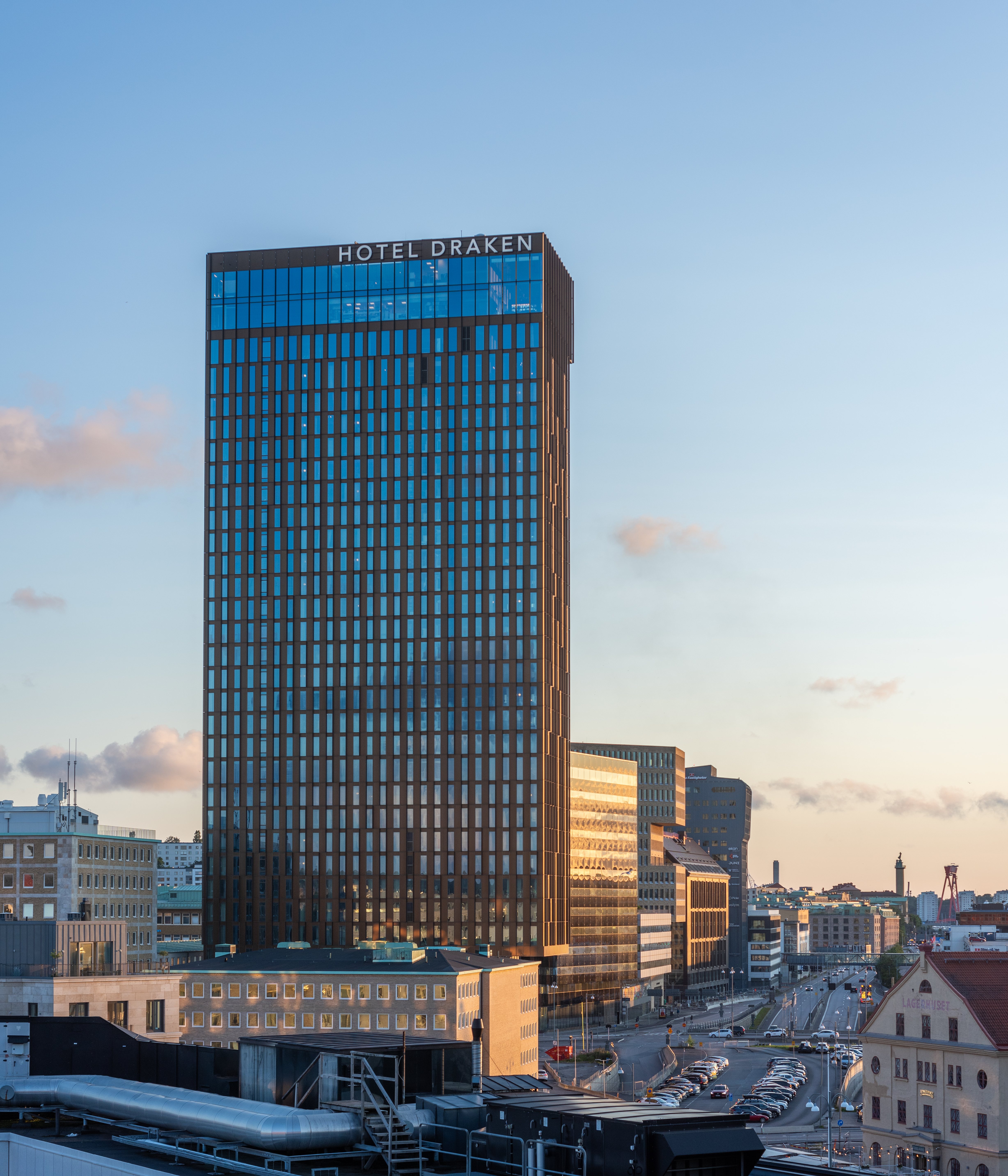
Hotellet i juli 2024.
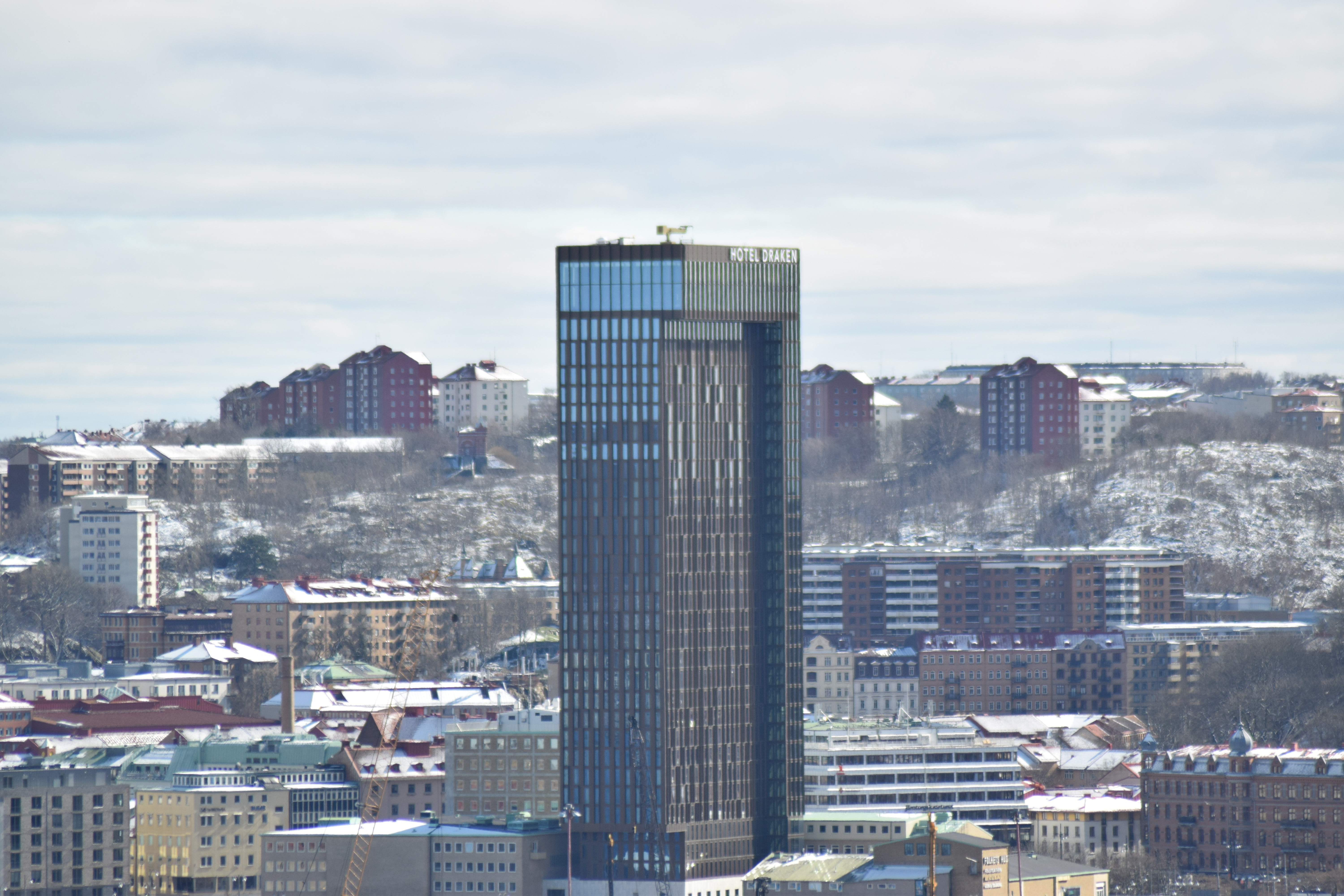
Draken sedd från Ramberget, Hisingen.
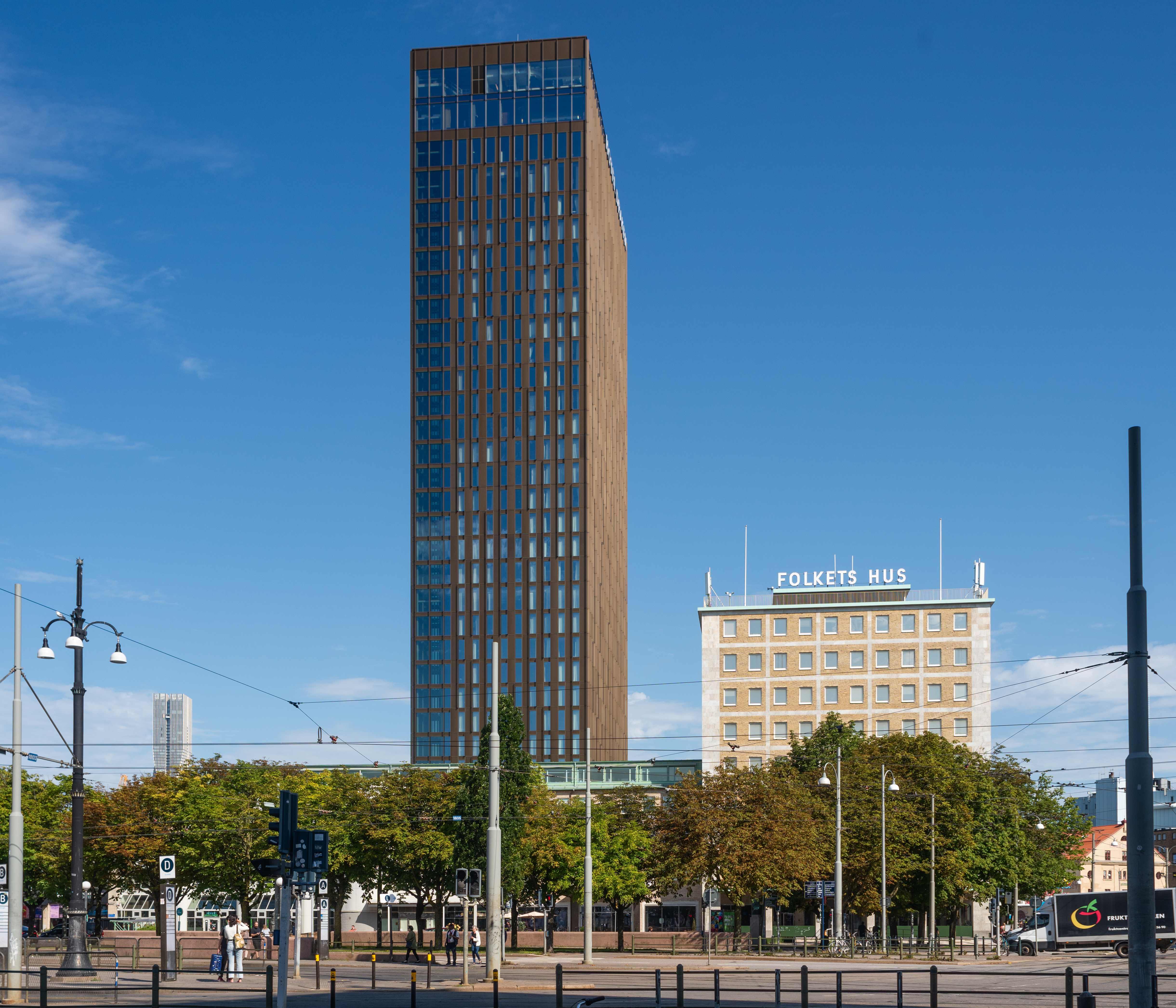
Hotellet sett från Järntorget.